# Gia Ngư
Gia Ngư (chữ Hán giản thể:嘉鱼县) là một huyện thuộc địa cấp thị Hàm Ninh, tỉnh Hồ Bắc, Cộng hòa Nhân dân Trung Hoa. Huyện này có diện tích 1018,4 ki-lô-mét vuông, dân số năm 2004 là 360.000 người. Mã số bưu chính là 437200. Về mặt hành chính, huyện này được chia thành 8 trấn: Ngư Nhạc, Lục Khê, Cao Thiết Lĩnh. Quan Kiều, Tân Nhai, Phan Gia Loan, Độ Phổ, Bài Châu Loan.